# Prasophyllum occultans
Prasophyllum occultans är en orkidéart som beskrevs av Robert J. Bates. Prasophyllum occultans ingår i släktet Prasophyllum och familjen orkidéer.
Artens utbredningsområde är Sydaustralien. Inga underarter finns listade i Catalogue of Life.